# Magyargencs
Magyargencs è un comune dell'Ungheria di 618 abitanti (dati 2001). È situato nella contea di Veszprém.